# Creugas (genre)
Pour les articles homonymes, voir Creugas.
Genre
Synonymes
- Hypsinotus L. Koch, 1866 nec Temminck & Schlegel, 1844
- Phanoptilus Thorell, 1887
- Pranopis Thorell, 1891

Creugas est un genre d'araignées aranéomorphes de la famille des Corinnidae.

## Distribution
Les espèces de ce genre se rencontrent en Amérique, sauf Creugas gulosus qui a été introduite en Afrique, en Asie et en Océanie.

## Liste des espèces
Selon World Spider Catalog (version 24, 24/03/2023) :
- Creugas annamae (Gertsch & Davis, 1940)
- Creugas apophysarius (Caporiacco, 1947)
- Creugas bajulus (Gertsch, 1942)
- Creugas bellator (L. Koch, 1866)
- Creugas berlandi Bonaldo, 2000
- Creugas bicuspis (F. O. Pickard-Cambridge, 1899)
- Creugas cayanus (Taczanowski, 1874)
- Creugas cinnamius Simon, 1888
- Creugas comondensis Jiménez, 2007
- Creugas epicureanus (Chamberlin, 1924)
- Creugas falculus (F. O. Pickard-Cambridge, 1899)
- Creugas guaycura Jiménez, 2008
- Creugas gulosus Thorell, 1878
- Creugas lisei Bonaldo, 2000
- Creugas mucronatus (F. O. Pickard-Cambridge, 1899)
- Creugas navus (F. O. Pickard-Cambridge, 1899)
- Creugas nigricans (C. L. Koch, 1841)
- Creugas plumatus (L. Koch, 1866)
- Creugas praeceps (F. O. Pickard-Cambridge, 1899)
- Creugas silvaticus (Chickering, 1937)
- Creugas uncatus (F. O. Pickard-Cambridge, 1899)

## Systématique et taxinomie
Ce genre a été décrit par Thorell en 1878 dans les Drassidae. Il est placé en synonymie avec Corinna par Simon en 1898. Il est relevé de synonymie par Bonaldo en 2000.
Hypsinotus L. Koch, 1866 préoccupé par Hypsinotus Temminck & Schlegel, 1844, Phanoptilus et Pranopis ont été placés en synonymie par Bonaldo en 2000.

## Publication originale
- Thorell, 1878 : « Studi sui ragni Malesi e Papuani. II. Ragni di Amboina raccolti Prof. O. Beccari. » Annali del Museo Civico di Storia Naturale di Genova, vol. 13, p. 1-317 (texte intégral).